# Cyclassics Hamburg 2012
De 17e editie van de Vattenfall Cyclassics werd verreden op 19 augustus 2012. De wedstrijd maakt deel uit van de UCI World Tour 2012.

## Deelnemers
| 18 UCI World Tour-ploegen | 18 UCI World Tour-ploegen | 18 UCI World Tour-ploegen | 2 wildcards   |
| ------------------------- | ------------------------- | ------------------------- | ------------- |
| AG2R-La Mondiale          | Lampre-ISD                | Sky ProCycling            | Team NetApp   |
| Astana Pro Team           | Liquigas-Cannondale       | Team Garmin-Sharp         | Argos-Shimano |
| BMC Racing Team           | Lotto-Belisol             | Team Katjoesja            |               |
| Euskaltel-Euskadi         | Omega Pharma-Quick Step   | Team Movistar             |               |
| FDJ-BigMat                | Rabobank                  | Saxo Bank-Tinkoff Bank    |               |
| Orica-GreenEdge           | RadioShack-Nissan-Trek    | Vacansoleil-DCM           |               |

## Uitslag
| Vattenfall Cyclassics 2012 (245.9 km) |                      |                        |          |
| Plaats                                | Naam                 | Ploeg                  | Tijd     |
| Winnaar                               | Arnaud Démare        | FDJ-BigMat             | 6u03'19" |
| 2                                     | André Greipel        | Lotto-Belisol          | z.t.     |
| 3                                     | Giacomo Nizzolo      | RadioShack-Nissan-Trek | z.t.     |
| 4                                     | Tom Boonen           | Omega Pharma-Quickstep | z.t.     |
| 5                                     | Edvald Boasson Hagen | Sky ProCycling         | z.t.     |
| 6                                     | Mark Renshaw         | Rabobank               | z.t.     |
| 7                                     | Heinrich Haussler    | Team Garmin-Sharp      | z.t.     |
| 8                                     | Manuel Belletti      | AG2R-La Mondiale       | z.t.     |
| 9                                     | Tom Veelers          | Argos-Shimano          | z.t.     |
| 10                                    | Borut Božič          | Astana Pro Team        | z.t.     |

1996 · 
1997 · 
1998 · 
1999 · 
2000 · 
2001 · 
2002 · 
2003 · 
2004 · 
2005 · 
2006 · 
2007 · 
2008 · 
2009 · 
2010 · 
2011 · 
2012 ·
2013 · 
2014 ·  
2015 ·  
2016 ·  
2017 · 
2018 · 
2019 · 
2020 · 
2021 · 
2022 · 
2023 ·
2024 ·
2025
 Tour Down Under · 
 Parijs-Nice · 
 Tirreno-Adriatico · 
 Milaan-San Remo · 
 Ronde van Catalonië · 
 E3 Harelbeke · 
 Gent-Wevelgem · 
 Ronde van Vlaanderen · 
 Ronde van het Baskenland · 
 Parijs-Roubaix · 
 Amstel Gold Race · 
 Waalse Pijl · 
 Luik-Bastenaken-Luik · 
 Ronde van Romandië · 
 Ronde van Italië · 
 Critérium du Dauphiné · 
 Ronde van Zwitserland · 
 Ronde van Frankrijk · 
 Ronde van Polen · 
  Eneco Tour · 
 Clásica San Sebastián · 
 Ronde van Spanje · 
 Vattenfall Cyclassics · 
 GP Ouest France-Plouay · 
 Grote Prijs van Quebec · 
 Grote Prijs van Montreal · 
 UCI Ploegentijdrit · 
 Ronde van Lombardije · 
 Ronde van Peking